# Замосць (Остроленцький повіт)
Замосць (пол. Zamość) — село в Польщі, у гміні Трошин Остроленцького повіту Мазовецького воєводства.
Населення — 263 особи (2011).
У 1975-1998 роках село належало до Остроленцького воєводства.

## Демографія
Демографічна структура станом на 31 березня 2011 року:
|          | Загалом | Допрацездатний вік | Працездатний вік | Постпрацездатний вік |
| -------- | ------- | ------------------ | ---------------- | -------------------- |
| Чоловіки | 136     | 25                 | 93               | 18                   |
| Жінки    | 127     | 23                 | 77               | 27                   |
| Разом    | 263     | 48                 | 170              | 45                   |